# 美弥乃静
美弥乃 静（みやの しず、1982年（昭和57年）8月15日 - ）は、日本の歌手、アキバ系アイドル、舞台女優。旧名は瀬來 至寿子（せらい しずこ）。

## 人物
- 歌手・舞台女優・アキバ系アイドル・ライブアイドル・地下アイドル・声優として活動。
- 趣味・特技は小説や詩を書くこと、ブラインドタッチ、歌うこと。
- 血液型はO型。身長は154cm、B80・W56・H82(cm)。
- 普段あまりキャラクターグッズを集めることはなく[1]、（ファンからの）差し入れによるものが多い。

## 経歴
- 松濤アクターズギムナジウム出身。1999年は声優ユニット「KiraKira☆メロディ学園」1期生としてデビュー、当時は「瀬來至寿子」名義。
- 過去にマーベルエール所属。所属後はタレント・歌手活動を中心に活動。アキバ系歌姫と呼ばれる。ビッグファイタープロジェクトを経て、2016年6月頃よりOffice tHB所属[2]。
- 2004年は河原木志穂・中島沙樹とのユニット「カチューシャ」（テレビアニメ『下級生2〜瞳の中の少女たち〜』の放映発表の際に誕生）として活動していた。同年11月21日の「キャラフェス東京2004」に参加。一週間後の11月27日には東京・秋葉原のゲーマーズ本店2号館とヤマギワソフト館（いずれも当時）でミニイベントも開催した。12月4日は埼玉県川口市の川口リリアで行われた「アニフェス2004 冬祭り」に参加。この日は白井夕璃役の猪口有佳と琴野千穂役の近藤志津香も出演している。2005年2月からは「下級生はらいむいろ 全国縦断イベント」と題し、らいむ隊Armyと共に全国ツアーを行った。札幌を皮きりに、福岡・熊本・名古屋・大阪・東京の6ヵ所で開催したが、メンバーのスケジュールの都合などもあり、3人揃ったのは名古屋に入ってからのことである。この他、コミックマーケット66・67や東京国際エンタテインメントマーケット2004にも参加した（中島沙樹は不参加）。2010年7月、かつてカチューシャとしてユニットを組んだ河原木志穂・中島沙樹と共に、pink☆away（平田由季・五十嵐浩子）デビューイベントにて「かちゅーしゃ？！」を再結成した。
- 2006年、山本春香、山走千春と共に「あけ☆たま」というユニットを結成して活動を行ってきたが。2010年1月30日、ラストライブ『the precious box vol.4〜memorial〜』を新宿LIVEたかのやにて開催。このライブをもってあけ☆たま解散。
- 2009年、期間限定パンクバンド「TADACy EYE(S)」にサブボーカルSIZUとして参加。2016年6月復活。
- 2016年5月は初の海外公演開催。
- 2016年、ロックバンド「Xaos」の新ボーカルに。SIZUとしての活動を開始。

## ディスコグラフィ
参加ユニットでの音楽活動は、「あけ☆たま」の項も参照。

### シングル
| 枚  | 発売日        | タイトル                | 規格品番  |
| --- | ------------- | ----------------------- | --------- |
| 1st | 2004年3月15日 | 涙のゆくえ…             | JOIS-0002 |
| 2nd | 2004年3月15日 | びくとりぃ〜!/宣戦布告/ | JOIS-0003 |
| 3rd | 2004年6月15日 | 幻                      | JOIS-0006 |

### ソロアルバム
| 枚  | 発売日        | タイトル       | 規格品番  |
| --- | ------------- | -------------- | --------- |
| 1st | 2008年5月28日 | AI〜愛         | WOMT-0017 |
| 2nd | 2010年3月3日  | Colorful Candy | WOMT-0024 |
| 3rd | 2012年9月30日 | real intention | SIZU-0002 |

### コラボアルバム
| 枚  | 発売日       | タイトル      | 規格品番 | ゲストボーカル                                           |
| --- | ------------ | ------------- | -------- | -------------------------------------------------------- |
| 1st | 2011年9月9日 | ムゲンダイ〜∞ | SIZU-1   | 萩上トモ、尾形聡子、半澤香綾、永井真衣、櫻衣はる、朝倉咲 |

### 参加楽曲
| 発売日   | 商品名                                                    | 歌                   | 楽曲               | 備考                                                               |
| 2004年   | 2004年                                                    | 2004年               | 2004年             | 2004年                                                             |
| -------- | --------------------------------------------------------- | -------------------- | ------------------ | ------------------------------------------------------------------ |
| 11月26日 | 下級生2〜瞳の中の少女たち〜 ソング・コレクション          | カチューシャ         | 「18」             | テレビアニメ『下級生2〜瞳の中の少女たち〜』オープニングテーマ      |
| 11月26日 | 下級生2〜瞳の中の少女たち〜 ソング・コレクション          | カチューシャ         | 「恋の歌」         | テレビアニメ『下級生2〜瞳の中の少女たち〜』エンディングテーマ      |
| 11月26日 | 下級生2〜瞳の中の少女たち〜 ソング・コレクション          | 美弥乃静             | 「Heart to Heart」 | テレビアニメ『下級生2〜瞳の中の少女たち〜』関連曲                  |
| 2007年   |                                                           |                      |                    |                                                                    |
| 2月21日  | 妄想ブレイク                                              | 織姫よぞら with AiAi | 「妄想ブレイク」   | テレビアニメ『すもももももも〜地上最強のヨメ〜』エンディングテーマ |
| 2010年   |                                                           |                      |                    |                                                                    |
| 5月5日   | 聖地☆秋葉原バトルロイヤル〜アキバ系アイドル究極カタログ〜 |                      | 「」               |                                                                    |
| 2015年   |                                                           |                      |                    |                                                                    |
| 4月26日  | SUGAR & SALT〜福音の組曲〜 Sound of Salt Edition          |                      | 「」               |                                                                    |

### ゲームボーカル
- 「wandering in torture」
  - ゲーム『MELTY BLOOD Actress Again』ED
- オリジナル曲の「soul」、「君の元へ」
  - オンライン音楽ゲーム『R2BEAT』
- Xbox 360「魔法の国のメロディ ファニーダンシング」
- ダウンロードゲーム「七色のエール」主題歌の作詞・ボーカル

### 音楽CD
- KiraKira☆メロディ学園関連
- Favorite&Challenge GAME（2008年）
- Favorite&Challenge GAME-G（2009年）
- Frontier FESTA!（2009年）
- Happy Collection
- 『とき晴れサントラ』TheSOTS
- HappyCollection vol.2
- starry season/少しの笑顔
- 魔法の国のメロディ ファニーダンシング セカンド featuring Sizu Miyano
- IDOL MiniBOX
- ヴォーカルコンピレーションアルバム『CONTRASTIA2』
- TADACyEYE(s)複眼
- Enchant Magic Academy
- SUGAR&SALT〜福音の組曲〜 Sound of Sugar Edition

## 出演作品

### ゲーム
- SIMPLE2000シリーズVol.70 THE 鑑識官（夏川ナナ、2005年）
- 七色のエール（シズット、2007年）
- 軍神召喚アークナイツ（マリウス、2016年）

### CGアニメ
- クロノクラヴィス（エルティーナ）

### 洋画
- ファンタスティック・ストーン 邪悪な魔獣と導かれし者

### ラジオドラマ
2011年
- サバイバルまっしぐら！（野崎茉莉花）

2012年
- ラジオドラマ「リカバリ-Recovery-」（ジュン）

### ドラマCD
2000年
- KiraKiraメロディ学園 ドラマCD 1（瀬來至寿子）

2006年
- わだつみに抱かれし世界（桜井美園）

2007年
- 約束〜前編〜

2008年
- 自鳴琴 〜La melodie d'ange〜

2011年
- ていおん！（愛辺和）

### 音声
- プラチナメロディー『萌組』着ボイス配信
- 練馬区公式キャラクター「ねり丸」

### ラジオ
年代不明
- 「はっぴぃースロット すりーえす」（青春ラヂオ）
- 美弥乃静と南明奈の「Mの二乗」（伊勢原FM）
- 美弥乃静と荻上トモの「シズトモ☆デカルチャー!!」（スティッカムTV）
- 美弥乃静の「うた☆ぬこタイム」（新宿ネット局）
- THE LIVE（アキバBBチャンネル：ゲスト）
- スターチャットTV
- クイーンズパティオ

2004年
- 美弥乃静のcome on a しずんちTV（2004年 - 2005年5月27日）

2005年
- 下級生はらいむいろ（文化放送：最終回ゲスト）

2006年
- 永井真衣のおっきなお友達

2008年
- 森永理科のアウトローラジオ（超!A&G+：6月9日）

2009年
- 美弥乃静の「不思議猫〜ワンダーキャット」（ソフトフォーカス：）

### 映画・オリジナルビデオ
- 新 高校教師 さくらんぼの季節（2005年6月22日）
- 心のサプリメント
- サイバードール・デジタル零子（特撮DVD、舞羽零子）
- アイドルタウンショートムービー企画第7弾「電子ガール」主演
- 完全なる飼育 メイド、for you（ピーチ）
- ヒロインチャンピオン祭り（2014年）
- 0点スタンプ（由利、2017年）

### 舞台DVD
2009年
- 「スリーヴリフレイン」霞バージョン（磯姫、妖怪 役）

### テレビ
- 天使のvoice（エンタ371：30分密着）
- 朝は楽しく（テレビ東京：スタジオライブ）
- 夏川純のミュージックキス（スカイパーフェクTV!・266CHカラオケチャンネル：ゲスト出演）
- ジャパノラマ（BBC）
- コスチュームプリンセス（スカイパーフェクTV!・エンタ371：ゲスト出演）
- 美声文庫#9（エンタ371）

### 映像商品
- アニフェス2004冬祭り〜下級生2＆らいむいろ流奇譚X イベントDVD〜（2005年3月25日）
- 下級生はらいむいろ〜ラジオじゃないラジオ〜 下級生2PART 第3巻（2005年5月）
- アニメ「下級生2〜瞳の中の少女たち〜」DVD2巻 - 5巻特典映像「美弥乃静のかきゅ2通信」（2005年）
- あけ☆たまドラマDVD「fadeless relation」（2009年3月15日）

### 舞台
2004年
- A・M・D企画公演vol.14「森の家」（石田ユリ 役）

2005年
- 月蝕歌劇団「家畜人ヤプー」（瀬部百合枝 役）
- 月蝕歌劇団「金色夜叉の逆襲」（さおり 役）

2006年
- 月蝕歌劇団「人力飛行機ソロモン・劇場版」（なみこ・飛びたい女 役）
- 月蝕歌劇団「龍馬は戦場へ行った」（王メイチン 役）
- 月蝕歌劇団「静かなるドン2」（海腐彩子 役）

2007年
- Bomb the twist「フユノハナビ」（謎の女不二峰子 役）
- 月蝕歌劇団「寺山修司〜過激なる疾走〜」（夏美 役）

2008年
- 美弥乃静ソロライブ「鼓動〜sizu誕生祭」内短編芝居（？）
- 静春主催音楽劇「わんだーきゃっと」（主演：ミヤ 役＆原案、音楽プロデュース）
- あけ☆たま「birthticket」
- DMF「SLeeVe-RefRain〜スリーブ・リフレイン〜（磯姫 役）
- あけ☆たま企画 舞台「ゲルニカ」（シェリー 役）

2009年
- DMF「ピューパルメモリ」（チトセ 役）

2010年
- 「ココロ」（主演：鏡音リン 役、5月8日、9日）

2011年
- れでぃごう！（モモ 役、4月15日、16日）

2013年
- ENGプロデュース公演「SLeeVe」（デメコ 役）

## リリース作品

### イメージDVD
- 「joining〜遊び疲れた天使が翼を休めに舞い降りた」イメージDVD（）
- 女闘美X Vol.8（2004年10月22日）
- 森の雫（2005年1月26日）
- 美弥乃静 しずわーるどV1（2005年5月25日）
- C Visual Box Vol.4 ブリーチ・ザ・アイドル（2005年12月21日）

### 写真集
- 二人のdestiny〜例えば天使だったのかもしれない（2010年8月15日）

## 作詞
- Heart to Heart